# Passang Lhamo
Passang Lhamo (tibétain : པ་བཟང་ལྷ་མོ།, Wylie : dpal bzang lha mo), de son nom religieux Ngawang Namdrol, est une moniale bouddhiste, tibétaine, militante et chanteuse. Elle a été ordonnée nonne à l'âge de quatorze ans et vit en exil au Couvent de Gaden Choeling, en Inde. 

## Biographie

### Arrestation
Le 25 mai 1994, Lhamo et quatre autres religieuses vont à Lhassa pour manifester et protester contre l'autorité de la République populaire de Chine,. Elles sont emprisonnées par la police et placées dans la prison de Drapchi. Avec treize autres religieuses elle est incarcérée en novembre 1994 dans la plus grande prison du Tibet, à Lhassa, pour purger une peine de cinq ans, au motif d'avoir mis en danger la sécurité de l'État.

### Grève de la faim
L'Administration centrale tibétaine affirme qu'en avril 1996 tous les détenus de l'unité N°3, de la prison de Drapchi, composée d'une centaine de femmes prisonnières politiques, ont entamé une grève de la faim pour protester des mauvais traitements dont elles étaient victimes dans la prison de Drapchi. La grève, qui dure une semaine, fait craindre aux agents pénitentiaires que la mort des détenus soit compromettante. Ils prennent la résolution de mettre fin à la brutalité qui y règne alors.

### Retour au militantisme
Lhamo est libérée le 24 mai 1999, après  un séjour de cinq années d'emprisonnement à Drapchi. Elle retourne brièvement à Dar à Penpo ('pan yul mdar) , mais elle préfère s'exiler à Dharamsala, en Inde, où elle est encore aujourd'hui religieuse au Couvent de Gaden Choeling, un vihara bouddhiste tibétain pour les religieuses bouddhistes qui est situé non loin du monastère et de la résidence de l'actuel Dalaï Lama Tenzin Gyatso.